# Slaterocoris burkei
Slaterocoris burkei är en insektsart som beskrevs av Knight 1970. Slaterocoris burkei ingår i släktet Slaterocoris och familjen ängsskinnbaggar. Inga underarter finns listade i Catalogue of Life.